# 한국어능력시험
한국어능력시험(韓國語能力試驗, 영어: Test of Proficiency in Korean, TOPIK)은 국가기관인 국립국제교육원에서 주관하는 한국어 능력 시험으로 국가가 직접 운영하는 시험이다. 시험 대상은 외국인, 재외국민 특례 대상자 혹은 한국어를 모국어로 하지 않는 사람들이다.

## 형식
방문취업제로 인해 실무한국어능력시험이 신설되면서 2006년 12월 기존 한국어능력시험과 구분하기 위해 두가지 시험 즉 일반 한국어능력시험(S-TOPIK)과 실무 한국어능력시험(B-TOPIK)이라는 명칭이 생겼다.  S-TOPIK은 기존 한국어능력시험 TOPIK의 새로운 이름으로 B-TOPIK과 구분하기 위해서 구분한 명칭이다. 취업에 필요한 의사소통 능력을 평가하는 실무 한국어능력시험(B-TOPIK)은 2011년부터 폐지되었으므로 S-TOPIK이라는 명칭이 아닌 TOPIK으로 불린다. 일반 한국어능력시험(TOPIK) 1종의 시험이 있으며 TOPIK은 난이도에 따라 다시 초급, 중급, 고급으로 나뉜다. 일반 한국어능력시험은 어휘·문법, 쓰기, 듣기, 읽기 총 네 개의 영역으로 이루어져 있으며 말하기 영역은 없다.
TOPIK에서 각 단락의 평균 점수와 최소 점수에 따라 초급에서는 1-2급을, 중급에서는 3-4급을, 고급에서는 5-6급을 받을 수 있다.
2014년 하반기부터는 듣기·읽기만 평가하는 TOPIK Ⅰ (1~2급)과 듣기·읽기·쓰기만 평가하는 TOPIK Ⅱ (3~6급) 2개로 개편된다.

## 시험 지역
시험은 미주·유럽·아프리카·오세아니아 지역에서는 A형 시험지로, 아시아 지역에서는 B형 시험지로 치러지고 있다.

## 등급별 평가기준
| 시험수준 | 등급 | 평가기준 |
| -------- | ---- | --- |
| TOPIKⅠ   | 1급  | - ‘자기 소개하기, 물건 사기, 음식 주문하기’ 등 생존에 필요한 기초적인 언어 기능을 수행할 수 있으며 ‘자기 자신, 가족, 취미, 날씨’ 등 매우 사적이고 친숙한 화제에 관련된 내용을 이해하고 표현할 수 있다. - 약 800개의 기초 어휘와 기본 문법에 대한 이해를 바탕으로 간단한 문장을 생성할 수 있다. 간단한 생활문과 실용문을 이해하고, 구성할 수 있다.                                                           |
| TOPIKⅠ   | 2급  | - ‘전화하기, 부탁하기’ 등의 일상생활에 필요한 기능과 ‘우체국, 은행’ 등의 공공시설 이용에 필요한 기능을 수행할 수 있다. - 약 1,500~2,000개의 어휘를 이용하여 사적이고 친숙한 화제에 관해 문단 단위로 이해하고 사용할 수 있다. - 공식적 상황과 비공식적 상황에서의 언어를 구분해 사용할 수 있다. |
| TOPIKⅡ   | 3급  | - 일상생활을 영위하는데 별 어려움을 느끼지 않으며, 다양한 공공시설의 이용과 사회적 관계 유지에 필요한 기초적 언어 기능을 수행할 수 있다. - 친숙하고 구체적인 소재는 물론, 자신에게 친숙한 사회적 소재를 문단 단위로 표현하거나 이해할 수 있다. - 문어와 구어의 기본적인 특성을 구분해서 이해하고 사용할 수 있다.                                                                                            |
| TOPIKⅡ   | 4급  | - 공공시설 이용과 사회적 관계 유지에 필요한 언어 기능을 수행할 수 있으며, 일반적인 업무 수행에 필요한 기능을 어느 정도 수행할 수 있다. - 또한 ‘뉴스, 신문 기사’ 중 평이한 내용을 이해할 수 있다. 일반적인 사회적 · 추상적 소재를 비교적 정확하고 유창하게 이해하고, 사용할 수 있다. - 자주 사용되는 관용적 표현과 대표적인 한국 문화에 대한 이해를 바탕으로 사회 · 문화적인 내용을 이해하고 사용할 수 있다. |
| TOPIKⅡ   | 5급  | - 전문 분야에서의 연구나 업무 수행에 필요한 언어 기능을 어느 정도 수행할 수 있다. - ‘정치, 경제, 사회, 문화’ 전반에 걸쳐 친숙하지 않은 소재에 관해서도 이해하고 사용할 수 있다. - 공식적, 비공식적 맥락과 구어적, 문어적 맥락에 따라 언어를 적절히 구분해 사용할 수 있다. |
| TOPIKⅡ   | 6급  | - 전문 분야에서의 연구나 업무 수행에 필요한 언어 기능을 비교적 정확하고 유창하게 수행할 수 있다. - ‘정치, 경제, 사회, 문화’ 전반에 걸쳐 친숙하지 않은 주제에 관해서도 이용하고 사용할 수 있다. 원어민 화자의 수준에는 이르지 못하나 기능 수행이나 의미 표현에는 어려움을 겪지 않는다. |

## 같이 보기
- 세계한국말인증시험(KLPT)
- KBS 한국어능력시험
- 한국어 기초 사전
- 한국어-외국어 학습사전
- 한국어교원자격증